# غونتر تاماشكي
غونتر تاماشكي (بالألمانية: Günther Tamaschke) (26 فبراير 1896، برلين - 14 أكتوبر 1959،بةأويينغن ) ألماني برتية إس إس- شتاندارتن فوهرر وقائد لليختنبرغ ورافنسبروك معسكرات الاعتقال.

## مهنة
انضم إلى الحزب النازي (عضوية رقم 36،978) في عام 1926، وشوتزشتافل (رقم عضوية 851)؛ كان من أوائل أعضاء فرقة برلين غس إس عام 1927.  رقي إلى رتبة إس - شتاندارتن فوهرر بحلول منتصف سبتمبر 1935. [بحاجة لمصدر]
بحلول أغسطس 1939، تم إعفائه من مهامه كمدير لمعسكر اعتقال Ravensbrück وأفرج عنه في أوائل سبتمبر 1939 من توتنكوبف-إس إس. 
في وقت لاحق، خدم في هير  وكان لا يزال في طاقم وحدات وقادة الشوتزشتافل في أكتوبر 1944. 

## ما بعد الحرب
بعد نهاية الحرب، أقام آخر مرة في أويينغن، حيث توفي في 14 أكتوبر 1959. 

## قائمة المراجع
- إرنست كلي: Das Personenlexikon zum Dritten Reich: Wer war was vor und nach 1945 . Fischer-Taschenbuch-Verlag، Frankfurt am Main 2005، (ردمك 3-596-16048-0) .
- كارين أورث: Die Konzentrationslager-SS . دي تي في ، ميونيخ 2004 ، (ردمك 3-423-34085-1) .
- Silke Schäfer: Zum Selbstverständnis von Frauen im Konzentrationslager. Das Lager Ravensbrück. برلين 2002 ( أطروحة بصيغة pdf نسخة محفوظة 20 مايو 2012 على موقع واي باك مشين. )
- توم سيغيف: جنود الشر: قادة معسكرات الاعتقال النازية (1988 ، (ردمك 0-07-056058-7) )
- يوهانس توتشيل: Konzentrationslager: Organisationsgeschichte und Funktion der Inspektion der Konzentrationslager 1934–1938. (= Schriften des Bundesarchivs ، النطاق 39). H.Boldt ، 1991 ، (ردمك 3-7646-1902-3) .